# Paolo Alboino della Scala
Paolo Alboino della Scala († 17. oder 18. Oktober 1375 in Peschiera) war Herr von Verona und Vicenza. Er war der siebte Herrscher aus der Signoria der Scaliger und regierte zwischen 1359 und 1365 zusammen mit seinem älteren Bruder Cansignorio della Scala.

## Leben
Paolo Alboino war der drittgeborene Sohn des Mastino II. della Scala und seiner Gattin Taddea da Carrara. Er wurde vermutlich 1344 geboren.
Mit dem Tode seines Vaters 1351 wurde ihm zusammen mit seinen Brüdern Cangrande II. und Cansignorio die Regentschaft anvertraut. De facto übte sie aber allein sein ältester Bruder Cangrande II. aus. Laut einigen Chronisten soll Paolo Alboino im jugendlichen Alter den gescheiterten Umsturzversuch seines Halbbruders Fregnano della Scala 1354 unterstützt haben, was für ihn aber zumindest politisch keine weiteren Konsequenzen hatte.
Ob er dem Mord am verhassten Cangrande II. durch Cansignorio am 14. Dezember 1359 zustimmte oder unterstützte, ist nicht bekannt. Jedenfalls wurde er unmittelbar nach dem Tod Cangrande II. zum neuen Herrn der Stadt ausgerufen, während sein Bruder Cansignorio zunächst nach Padua geflüchtet war. Erst nach der Rückkehr Cansignorios im Schutz der Carraresi wurde beiden zwei Tage später mit dem Arbitrium die Entscheidungsgewalt übertragen.
Wie aus Urkunden und Dokumenten hervorgeht, die von beiden unterzeichnet wurden, waren beide Brüder an den Regierungsgeschäften beteiligt, auch wenn zeitgenössische Chronisten Cansignorio als alleinigen Herrscher hervorheben. Paolo Alboino mag sicherlich eine untergeordnete Rolle in der Doppelregentschaft der beiden Brüder gespielt haben. Einige Historiker sprechen ihm sogar jede Entscheidungsfreiheit ab. Die von den Chronisten geschilderte dominante Rolle des Cansignorio, hat das Bild eines von seinem Bruder abhängigen Paolo Alboinos zweifellos gestärkt.
Cansignorio versuchte frühzeitig Paolo Alboino aus dem Weg zu räumen, um seine Kinder Bartolomeo und Antonio in der Nachfolge zu begünstigen. Zunächst noch mit dem friedvollen Versuch Paolo Alboino eine Karriere als Feldherr einzureden. Auf die ablehnende Haltung seines Bruders bezichtigte ihn Cansignorio der Verschwörung und ließ ihn im Januar 1365 kurzerhand in den Kerker der Scaligerburg von Peschiera werfen. Acht weitere angebliche Mitverschwörer wurden in der Arena von Verona enthauptet, vier im Jahr darauf gehängt, während weitere bis zum Tode von Cansignorio 1375 im  Kerkern schmachteten. Varanini schließt anhand der Opferliste der Säuberungswelle nicht aus, dass Paolo Alboino das Sprachrohr einer in weiten Kreisen der Gesellschaft verwurzelten Gruppe von Oppositionellen war.
Im Gegensatz zum Umsturzversuch von 1354, der von Teilen der Führungsschicht und von Außen durch die Gonzaga und Visconti unterstützt wurde, blieb die Verschwörung von 1365 ein relativ begrenztes Ereignis. Es unterstreicht aber den Vertrauensverlust der Signoria der Scaliger, der sich insbesondere in Teilen der städtischen Gesellschaft breit machte.
Paolo Alboino schmachtete die nächsten zehn Jahre im Kerker in Peschiera, ohne in den Quellen in irgendeiner Weise erwähnt zu werden. Erwähnung fand er erst wieder mit seinem Tod. Letzterer wurde von seinem im Sterben liegenden Bruder kurz vor seinem Tode noch in die Wege geleitet, um keine Zweifel an der Nachfolge zugunsten seiner Söhne aufkommen zu lassen. In einem Schauprozess wurde Paolo Alboino wegen Verschwörung zum Tode verurteilt und am 17. oder 18. Oktober 1375 hingerichtet. Sein Leichnam wurde anschließend zur Abschreckung öffentlich zur Schau gestellt. Nach einigen vereinzelten Stimmen könnte die Entscheidung ihn hinzurichten, aber auch von Bartolomeo und Antonio della Scala ausgegangen sein.
Paolo Alboino blieb unverheiratet. Seine drei unehelichen Töchter wurden alle drei Ordensschwestern.